# بحيرة آربي
بحيرة آربي (بالأرمينية: Արփի լիճ) هي بحيرة تقع في محافظة شيراك الأرمينيَّة على هضبة أشوتسك في الجزء الشمالي الغربي من البلاد. تقع البحيرة على ارتفاع 2,025 متر، وتبلغ مساحتها 220 كم2. ونشأت عن زلزال بركانيّ تِكتونيّ.
شُيِّد على البحيرة سد آربي في عام 1951 بهدف إنشاء خزَّان مياه بحيرة آربي مما أدى اصطناعيًا إلى زيادة في مساحة المسطح التي بلغت 4.5 كم2، وعمقه الذي بلغ 1.6 متر، وحجمه البالغ خمسة ملايين متر مكعب من المياه. يبلغ طول سد الخزَّان ثمانين مترًا وارتفاعه عشرة أمتار. تمتد بحيرة الخزَّان على طول قدره 7.3 كم وبعرض 4.3 كم على مساحة تبلغ 20 كم2 وبعمق ثمانية أمتار وتحوي مياهًا يبلغ حجمها 30 مليون متر مكعب.
تعدّ بحيرة آربي ثاني أهم مسطح مائي في البلاد بعد بحيرة سيفان حيث تستخدم مياهها في الري وتوليد الطاقة الكهرومائية. تغذي مياه الثلوج بالإضافة إلى أربعة جداول مائية البحيرة ومنها ينبع نهر أخوریان. يغطي الجليد سطح البحيرة بالكامل خلال فصل الشتاء.
البحيرة وما حولها منطقة غنية بالحياة النباتية والحيوانية فمثلًا تحوي مياهها الشبوط وغيرها من أنواع الأسماك العديدة. كذلك رُصِد تواجد أكثر من مئة نوع من الطيور في المنطقة المحيطة بالبحيرة ما يجعلها منطقة هامة لحفظ الطيور. كما أن هذه منطقة محمية بموجب اتفاقية رامسار. أُقيم منتزه وطني حول البحيرة في عام 2009.